# 埃德加·诺里斯
埃德加·诺里斯（英語：Edgar Norris，1902年12月23日—1982年4月20日），加拿大男子赛艇运动员。他曾代表加拿大参加1928年夏季奥林匹克运动会赛艇比赛，获得男子八人单桨有舵手铜牌。